# Congrés Internacional de Matemàtics de 1974
El Congrés Internacional de Matemàtics de 1974 va ser el dissetè Congrés Internacional de Matemàtics, celebrat en Vancouver, Canadà del 21 d’agost al 29 d’agost de 1974.
Hi havia 3121 membres ordinaris registrats de 73 països.
Enrico Bombieri i David Mumford van guanyar la medalla Fields.
L'alcalde Art Phillips de Vancouver va pronunciar un breu discurs en què va donar la benvinguda als membres del Congrés a la ciutat de Vancouver.

El professor Coxeter va trucar al professor Nevanlinna que va parlar de la següent manera:
En nom del Comitè Nacional de Matemàtiques de Finlàndia, tinc l'honor de convidar-vos al proper Congrés Internacional de Matemàtics a Hèlsinki.